# Campeonato del mundo de resolución de ajedrez
El Campeonato del Mundo de Resolución de Ajedrez (en inglés World Chess Solving Championship, WCSC) es una competición anual de resolución de problemas de ajedrez organizada por la FIDE a través de la Comisión Permanente para Composiciones de Ajedrez (PCCC).
Los participantes tienen que resolver una serie de diferentes tipos de problemas de ajedrez en un cierto intervalo de tiempo. Los puntos son concedidos para soluciones correctas en la menor cantidad de tiempo. La menor puntuación al final de la competición es considerada ganadora.

## Formato
El torneo consiste en 6 rondas en dos días, con 3 rondas cada día de acuerdo a la siguiente tabla:
- Ronda 1 - 3 Problemas de Mate en 2 para 20 minutos de tiempo
- Ronda 2 - 3 Problemas de Mate en 3 para 60 minutos de tiempo
- Ronda 3 - 3 finales para 100 minutos de tiempo
- Ronda 4 - 3 Mates con ayuda para 50 minutos de tiempo
- Ronda 5 - 3 Problemas de Mate en más de 3 movimientos para 80 minutos de tiempo
- Ronda 6 - 3 Automates para 50 minutos de tiempo

## Secciones
- Campeonato por Equipos - Para calificarlo de un campeonato del mundo por equipos oficial, tienen que participar al menos 7 equipos de 7 países diferentes. Esta sección ha crecido desde 9 equipos en 1977 hasta los 20 de media actuales.

- Individual - Por otra parte, para que un campeonato del mundo individual oficial tenga lugar, tienen que participar 30 solucionadores de al menos 10 países- Este número ha crecido desde 18 en 1977 a más de 70 en los últimos 6 años.

- Femenino y Juvenil (hasta 23 años) - Este evento sólo requiere 10 solucionadores de al menos 7 países.

## Clasificación

### Fórmulas
Para calcular la clasificación de jugadores que no tenían previamente puntuación, se concede una puntuación provisional. Esta puntuación se concede a la conclusión del primer torneo del jugador donde la fórmula utilizada es la siguiente:
- Puntuación Provisional = (Puntuación Media de los Jugadores del Torneo) x (Resultado del Jugador / Media de los Resultados del Torneo)

Para jugadores que ya tenían puntuación la sigioente fórmula muestra cómo se actualiza su ranking.
- Nueva Puntuación = (Antigua Puntuación) + (KT) x (Resultado del Jugador - (Media de Resultados x Antigua Puntuación / Puntuación antigua de las medias del torneo))

KT = Coeficiente del Torneo (Desde 4 hasta 1 dependiendo de la fuerza de la competición)

### Clasificación actual
Clasificación a 1 de enero de 2007:
- 1. GM Murdzia Piotr (Polonia) 2860
- 2. GM Evseev Grigorij (Rusia) 2798
- 3. GM Nunn John (Inglaterra) 2739
- 4. GM Soffer Ram (Israel) 2692
- 5. GM Paavilainen Jorma (Finlandia) 2687
- 6. GM Elkies Noam (Israel) 2685
- 7. GM Zude Arno (Alemania) 2682
- 8. GM Perkonoja Pauli (Finlandia) 2682
- 9. GM Mestel Jonathan (Inglaterra) 2674
- 10. GM Wissmann Dolf (Holanda) 2645

## Palmarés

### Competición por equipos
- 1977 -  Finlandia
- 1978 -  Finlandia
- 1979 -  Alemania
- 1980 -  Israel
- 1981 -  Finlandia
- 1982 -  Yugoslavia
- 1983 -  Finlandia
- 1984 -  Finlandia
- 1985 -  Finlandia
- 1986 -  Reino Unido
- 1987 -  Alemania
- 1988 -  Alemania
- 1989 -  Unión Soviética
- 1990 -  Reino Unido y  Unión Soviética
- 1991 -  Unión Soviética
- 1992 -  Rusia
- 1993 -  Alemania
- 1994 -  Alemania
- 1995 -  Finlandia
- 1996 -  Israel
- 1997 -  Israel
- 1998 -  Israel
- 1999 -  Rusia
- 2000 -  Alemania
- 2001 -  Israel
- 2002 -  Alemania
- 2003 -  Rusia
- 2004 -  Israel
- 2005 -  Reino Unido
- 2006 -  Reino Unido
- 2007 -  Reino Unido

### Competición individual
- 1983 - Roland Baier ( Suiza)
- 1984 - Kari Valtonen ( Finlandia)
- 1985 - Ofer Comay ( Israel)
- 1986 - Pauli Perkonoja ( Finlandia)
- 1987 - Michel Caillaud ( Francia)
- 1988 - Michael Pfannkuche ( Alemania)
- 1989 - Georgy Evseev ( Unión Soviética)
- 1990 - Georgy Evseev ( Unión Soviética)
- 1991 - Georgy Evseev ( Unión Soviética)
- 1992 - Pauli Perkonoja ( Finlandia)
- 1993 - Michael Pfannkuche ( Alemania)
- 1994 - Arno Zude ( Alemania)
- 1995 - Pauli Perkonoja ( Finlandia)
- 1996 - Noam Elkies ( Israel)
- 1997 - Jonathan Mestel ( Reino Unido)
- 1998 - Georgy Evseev ( Rusia)
- 1999 - Ofer Comay ( Israel)
- 2000 - Michel Caillaud ( Francia)
- 2001 - Jorma Paavilainen ( Finlandia)
- 2002 - Piotr Murdzia ( Polonia)
- 2003 - Andrey Selivanov ( Rusia)
- 2004 - John Nunn ( Reino Unido)
- 2005 - Piotr Murdzia ( Polonia)
- 2006 - Piotr Murdzia ( Polonia)
- 2007 - John Nunn ( Reino Unido)